# 17世纪国家领导人列表

## 亚洲
- 中国：
  - 明朝：
    1. 明神宗，明朝皇帝，1572年－1620年
    2. 明光宗，明朝皇帝，1620年
    3. 明熹宗，明朝皇帝，1620年－1627年
    4. 崇祯帝，明朝皇帝，1627年－1644年

  - 南明：
    1. 弘光帝，明朝皇帝，1644年－1645年
    2. 隆武帝，明朝皇帝，1645年－1646年
    3. 绍武帝，明朝皇帝，1646年－1647年
    4. 永历帝，明朝皇帝，1646年－1661年

  - 清朝：
    1. 努尔哈赤，后金大汗，1616年－1626年
    2. 皇太极，后金大汗，1626年－1636年；清朝皇帝，1636年－1643年
    3. 顺治帝，清朝皇帝（关外），1643年－1644年；清朝皇帝（全中国），1644年－1661年
    4. 康熙帝，清朝皇帝，1661年－1722年
- 朝鲜半岛（朝鲜王朝）- 
  1. 朝鲜宣祖，朝鲜国王，1567年－1608年
  2. 光海君，朝鲜国王，1608年－1623年
  3. 朝鲜仁祖，朝鲜国王，1623年－1649年
  4. 朝鲜孝宗，朝鲜国王，1649年－1659年
  5. 朝鲜显宗，朝鲜国王，1659年－1674年
  6. 朝鲜肃宗，朝鲜国王，1674年－1720年
- 日本–
  - 天皇：
    1. 后阳成天皇，1586年－1611年
    2. 后水尾天皇，1611年－1629年
    3. 明正天皇，1629年－1643年
    4. 后光明天皇，1643年－1654年
    5. 后西天皇，1654年－1663年
    6. 灵元天皇，1663年－1687年
    7. 东山天皇，1687年－1709年

  - 江户幕府（征夷大将军）：
    1. 德川家康，1603年－1605年
    2. 德川秀忠，1605年－1623年
    3. 德川家光，1623年－1651年
    4. 德川家纲，1651年－1680年
    5. 德川纲吉，1680年－1709年
- 琉球国（第二尚氏王朝）–
  1. 尚宁王，1589年－1620年
  2. 尚丰王，1620年－1640年
  3. 尚贤王，1640年－1647年
  4. 尚质王，1647年－1668年
  5. 尚贞王，1668年－1709年
- 越南
  - 后黎朝（黎中兴朝）：
    1. 黎敬宗，大越皇帝，1599年－1619年
    2. 黎神宗，大越皇帝，1619年－1643年、1649年－1662年
    3. 黎真宗，大越皇帝，1643年－1649年
    4. 黎玄宗，大越皇帝，1662年－1671年
    5. 黎嘉宗，大越皇帝，1671年－1675年
    6. 黎熙宗，大越皇帝，1675年－1705年

  - 郑主：
    1. 郑松，郑主，1570年－1623年
    2. 郑梉，郑主，1623年－1657年
    3. 郑柞，郑主，1657年－1682年
    4. 郑根，郑主，1682年－1709年

  - 广南国：
    1. 阮潢，阮主，1558年－1613年
    2. 阮福源，阮主，1613年－1635年
    3. 阮福澜，阮主，1635年－1648年
    4. 阮福濒，阮主，1648年－1687年
    5. 阮福溙，阮主，1687年－1691年
    6. 阮福淍，阮主，1691年－1725年
- 奥斯曼帝国：
  1. 穆罕默德三世，苏丹，1595年－1603年
  2. 艾哈迈德一世，苏丹，1603年－1617年
  3. 穆斯塔法一世，苏丹，1617年－1618年
  4. 奥斯曼二世，苏丹，1618年－1622年
  5. 穆斯塔法一世，苏丹，1622年－1623年
  6. 穆拉德四世，苏丹，1623年－1640年
  7. 易卜拉欣一世，苏丹，1640年－1648年
  8. 穆罕默德四世，苏丹，1648年－1687年
  9. 苏莱曼二世，苏丹，1687年－1691年
  10. 艾哈迈德二世，苏丹，1691年－1695年
  11. 穆斯塔法二世，苏丹，1695年－1703年

## 欧洲
- 神圣罗马帝国- 
  - 鲁道夫二世，神圣罗马皇帝，1576年－1612年
  - 马蒂亚斯，神圣罗马皇帝，1612年－1619年
  - 斐迪南二世，神圣罗马皇帝，1619年－1637年
  - 斐迪南三世，神圣罗马皇帝，1637年－1657年
  - 斐迪南三世，神圣罗马皇帝，1658年－1705年
- 英格兰王国：
  - 都铎王朝：

  1. 伊丽莎白一世，英格兰国王，1558年－1603年

  - 斯图亚特王朝：

  1. 詹姆斯一世，英格兰国王，1603年－1625年
  2. 查尔斯一世，英格兰国王，1625年－1649年

  - 英格兰共和国：

  1. 奥利弗·克伦威尔，护国公，1653年－1658年
  2. 理查德·克伦威尔，护国公，1658年－1659年

  - 斯图亚特王朝：

  1. 查尔斯二世，英格兰国王，1660年－1685年
  2. 詹姆斯二世，英格兰国王，1685年－1688年
  3. 玛丽二世，英格兰国王，1689年－1694年
  4. 威廉三世，英格兰国王，1689年－1702年
- 法兰西王国（波旁王朝）：
  1. 亨利四世，法国国王，1589年－1610年
  2. 路易十三，法国国王，1610年－1643年
  3. 路易十四，法国国王，1643年－1715年
- 俄罗斯沙皇国：
  - 戈东诺夫王朝：

  1. 鲍里斯·费奥多罗维奇·戈东诺夫，1598年－1605年
  2. 费奥多尔二世，1605年

  - 俄罗斯混乱时期：

  1. 伪德米特里一世，1605年－1606年
  2. 伪德米特里二世，1610年
  3. 伪德米特里三世，1611年－1612年

  - 叔伊斯基王朝：

  1. 瓦西里四世，1606年－1610年

  - 瓦萨王朝（波兰立陶宛联邦）：

  1. 伏拉斯基拉夫一世·瓦萨，1609年－1613年

  - 罗曼诺夫王朝：

  1. 米哈伊尔一世，1613年－	1645年
  2. 阿列克谢一世，1645年－1676年
  3. 费奥多尔三世，1676年－1682年
  4. 伊凡五世，1682年－1696年
  5. 彼得大帝，1682年－1721年